# Arnkell y Erlend Einarsson
Arnkell y Erlend Einarsson fueron dos caudillos vikingos, jarls de las Orcadas que gobernaron en diarquía de 920 a 954. Ambos eran hijos de Einar Rognvaldsson.

## Gobierno
Arnkell y Erlend suceden a su padre junto a su hermano menor Thorfinn Hausakljúfr. En 937 el rey Eirík Hacha Sangrienta tras verse forzado por su hermano Haakon el Bueno a exiliarse, inicia la búsqueda de una base en las islas del oeste para satisfacer sus ambiciones territoriales, y llega a las Orcadas. Los dos jarls se someten y se ven obligados a acompañar al rey Eirík en sus incursiones guerreras hacia las Islas Hébridas que conquista en 948 y más tarde Jórvik. Ambos jarls son vencidos y muertos en la batalla de Stainmore, Inglaterra, entre los límites de Yorkshire y Westmorland en 954.